# Río Cem
El Cem (albanés: Cem, o en su forma definitiva Cemi), también conocido como Cijevna (cirílico: Цијевна), es un río que nace en Kelmend (Albania), y casi a la mitad de su recorrido cruza a Montenegro, donde desemboca en el río Morača, cerca de la capital, Podgorica.
El Cem se forma completamente en la confluencia de sus dos afluentes, el Cem Vukël y el Cem Selcë. Atraviesa en su mayor parte un terreno calcáreo con numerosas formaciones kársticas. Estas características de la cuenca del Cem tienen su origen en la actividad tectónica de la orogenia alpina, que formó los Alpes Dináricos. El terreno por el que discurre en su recorrido de 58,8 kilómetros, tiene una altitud superior a los 1.200 m. Atraviesa valles estrechos y cañones escarpados, donde se forman cascadas antes de llegar a la llanura de Zeta. Al acercarse al Morača, la zona del Cem pasa de un clima continental a uno mediterráneo. La cuenca de drenaje del Cem abarca 368 kilómetros cuadrados y forma parte de la cuenca del Adriático.
Los primeros indicadores culturales de asentamientos humanos en la cuenca del río Cem son de finales de la Edad del Cobre y principios de la Edad del Bronce (3500-2300 a. C.). Tribus ilirias como los Labeatae vivieron en la zona en la antigüedad clásica. En los milenios siguientes, la zona pasó bajo el control del Imperio Romano y su homólogo oriental, los principados eslavos, la República de Venecia y el Imperio Otomano. La cuenca del Cem estuvo habitada por tribus albanesas (fise) como los kelmendi, los hoti, los gruda y los triepshi hasta el siglo XX. En la actualidad, el río está dividido entre Albania y Montenegro.
El Cem es uno de los últimos ríos libres de Europa. La cuenca del río es una fuente de gran biodiversidad, y en sus orillas viven cientos de especies vegetales y animales. Entre los mamíferos destacan los jabalíes, los osos pardos y los zorros rojos. El cañón del río es una zona importante para las aves, como el águila culebrera y el gavilán de Levante. La trucha de mármol es una de las 22 especies de peces del río, que se clasifica sistemáticamente como uno de los menos contaminados de Albania y Montenegro. En el siglo XXI, está amenazado por la industrialización, la instalación de pequeñas centrales hidroeléctricas y los efectos del cambio climático en Europa.

## Nombre
El geógrafo griego Ptolomeo fue el primero en mencionar el Cem como Kinna en griego antiguo. En la Tabula Peutingeriana se relaciona con el río una localidad llamada Cinna en latín. Estas dos formas se consideran formas escritas de un nombre local, ilirio, Cinua. El albanés Cem y los eslavos medievales Cenva y Cemva proceden en última instancia de este nombre original del río. La evolución fonológica de Cinua al albanés Cem presupone la segunda palatalización eslava. La forma Cijevna, coincidente en montenegrino y también en bosnio y en serbio, deriva del serbocroata cijev ("pipa"), pero otros topónimos conservan el nombre más antiguo, Ćemovsko polje ("Campo de Cem").

## Geografía

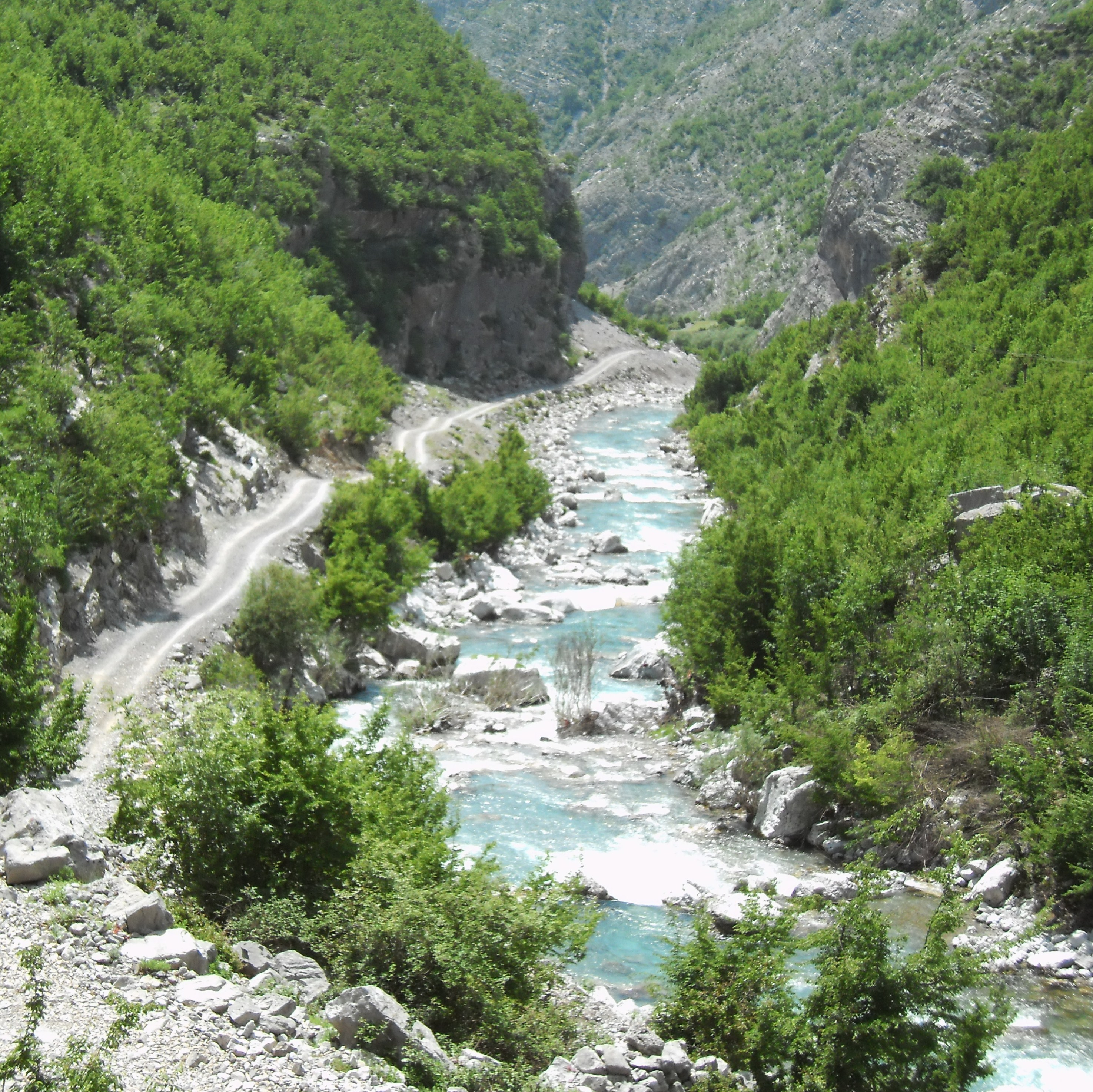
El Cem en Kelmend

El Cem se origina en Kelmend, Malësi e Madhe, Albania y atraviesa la región de Malësia. El río tiene dos afluentes: el Vukël Cem ( Cemi i Vuklit ) y el Selcë Cem ( Cemi i Selcës ), que se unen en la confluencia de Tamarë. El Vukël Cem - el más importante de los dos en cuanto a volumen de agua - nace a 900 m sobre el nivel del mar y recorre 17,9 km. Pasa por un estrecho cañón, terreno que se ensancha sólo cerca de Kozhnja, donde la deposición ha formado un pequeño valle de piedra caliza. Un arroyo llamado Nikç Cem (Cem i Nikçit) contribuye a su volumen en el periodo de lluvias. Se ha construido un pequeño proyecto hidroeléctrico donde el Cem i Nikçit pasa por Kozhnja.
El Selcë Cem nace a 1.250 m en el monte Bordolec, cerca de Lëpushë, y fluye a lo largo de 22,5 km, principalmente a través de un terreno calcáreo estrecho, hasta llegar al valle de Tamarë. En su recorrido pasa por las cuevas kársticas de Gropat e Selcës, el cañón de Gerrlla, de 900 m de longitud y 25 m de profundidad, y la cascada de Sllapi, de 30 m de altura, antes de llegar a Dobrinjë.
A continuación, el Cem fluye hacia el suroeste durante 26,5 kilómetros antes de cruzar a Montenegro, cerca del pueblo de Grabom. El paso fronterizo entre Albania y Montenegro está situado a unos 5 km al oeste de Grabom. En Montenegro, el río atraviesa los pueblos de Tuzi a lo largo de 32,3 kilómetros antes de desembocar en el Morača, justo al sur de Podgorica. El terreno por el que fluye el río en Montenegro se divide en dos partes. En primer lugar, forma un abrupto cañón y luego cruza lentamente hacia la llanura de Zeta, de la que una parte se llama Ćemovsko polje en honor al río. En la llanura se ha construido el aeropuerto de Špiro Mugoša, entre el Cem y el Ribnica, al este del aeropuerto de Podgorica. El terreno aquí se ha urbanizado e industrializado.
El cañón de Cem (Kanjon Cijevne / Kanioni i Cemit) tiene 12 km de largo y una profundidad de 903 m. Es el hábitat natural de muchas especies de animales, insectos y plantas. El cañón comienza en la frontera entre Albania y Montenegro y forma una formación geomorfológica distinta que cruza hacia Ćemovsko polje justo antes del pueblo de Dinosha. 

## Galería

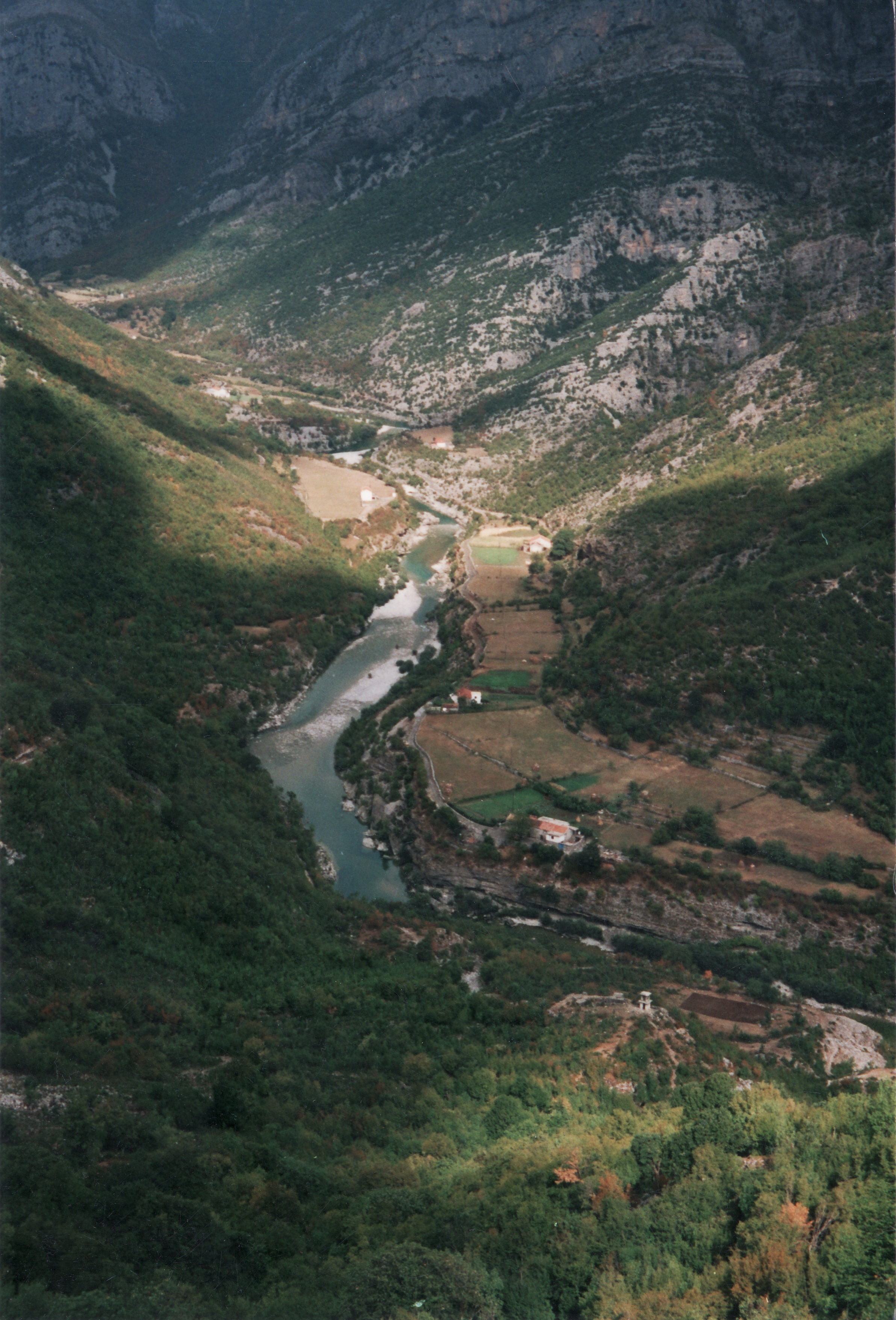
El valle de Cijevna en la frontera entre Montenegro y Albania
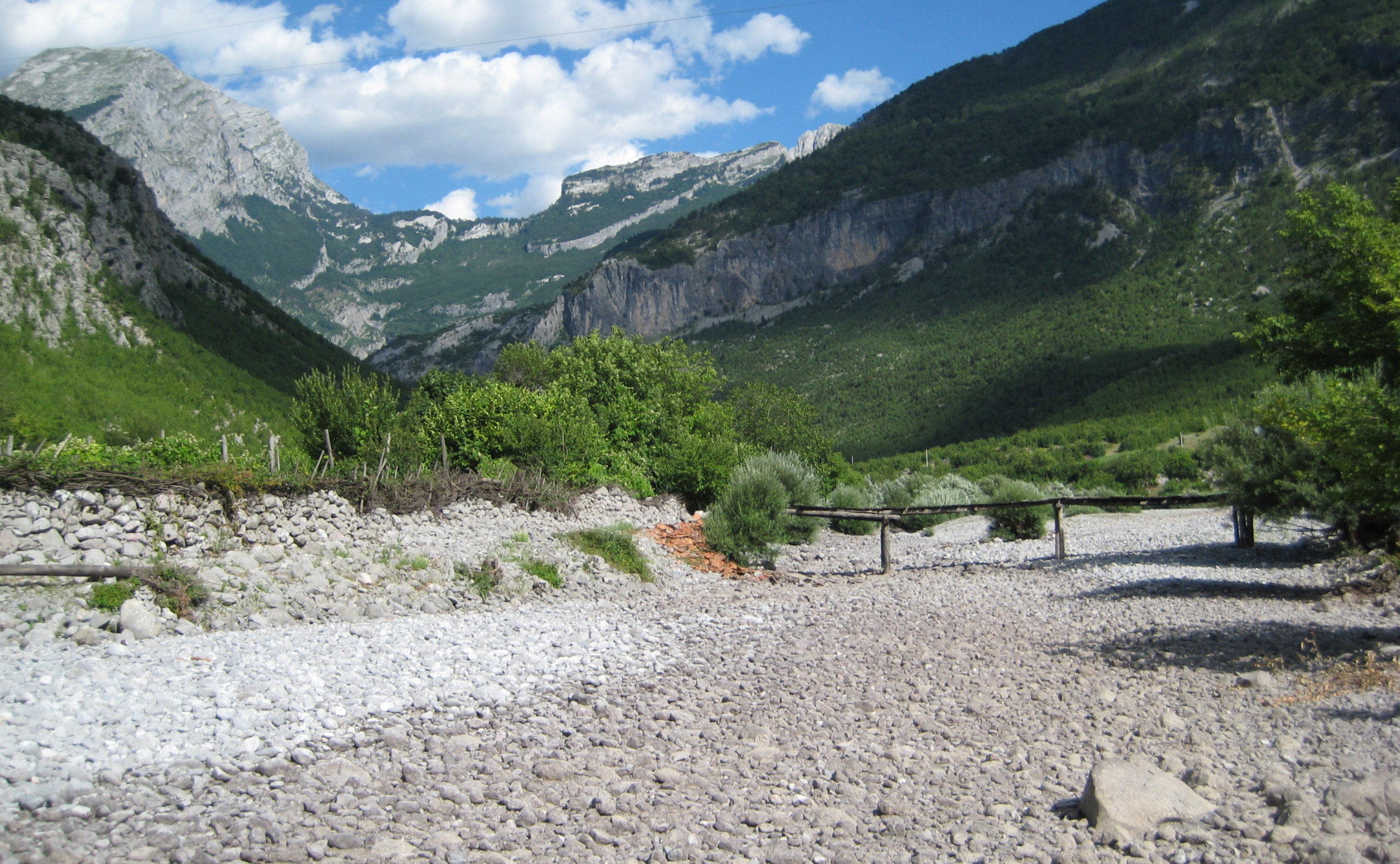
El cauce seco del Cem i Vuklit, Albania
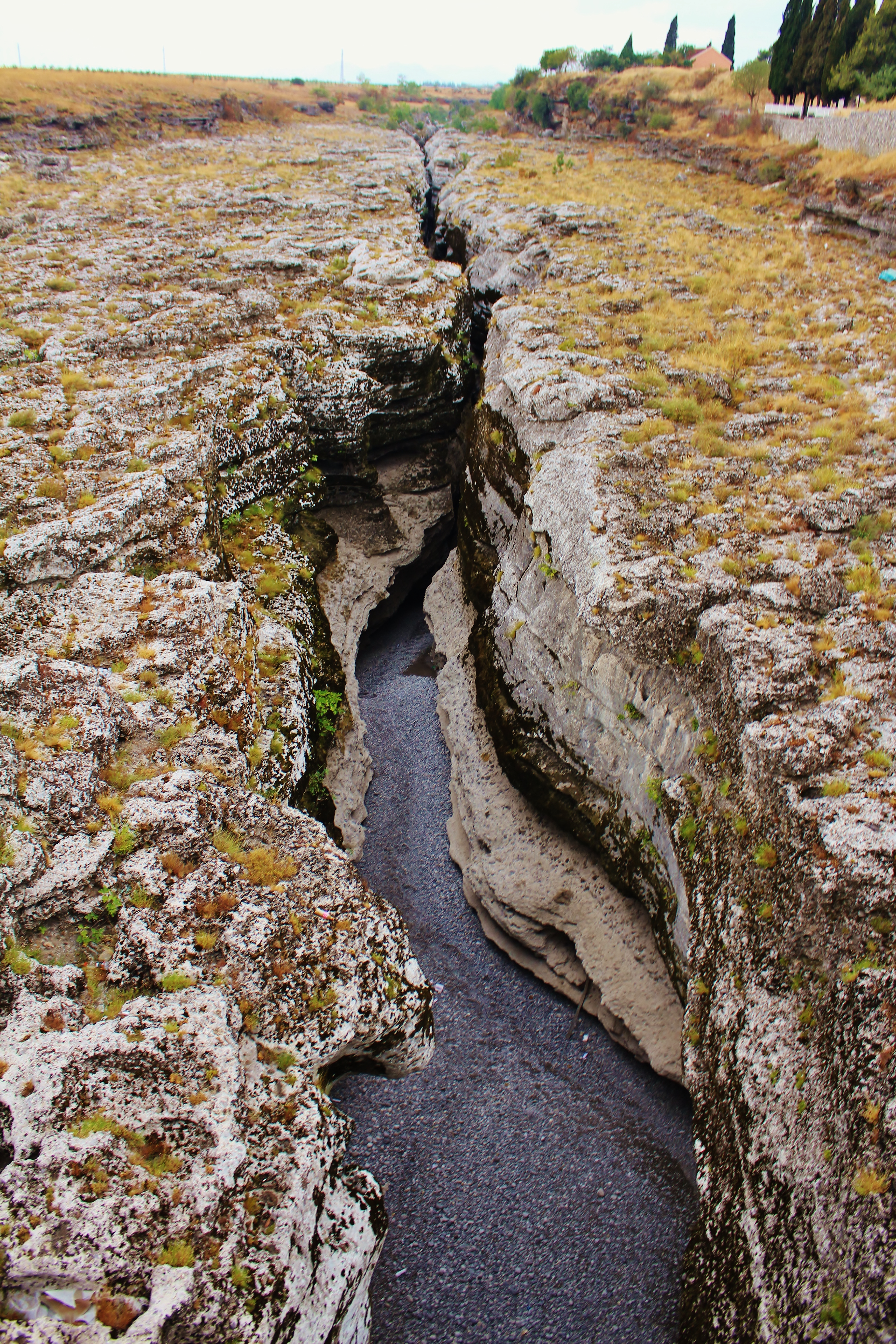
El cañón del río Cem, a su paso por Tuzi (Montenegro)